# Die kleine Welt

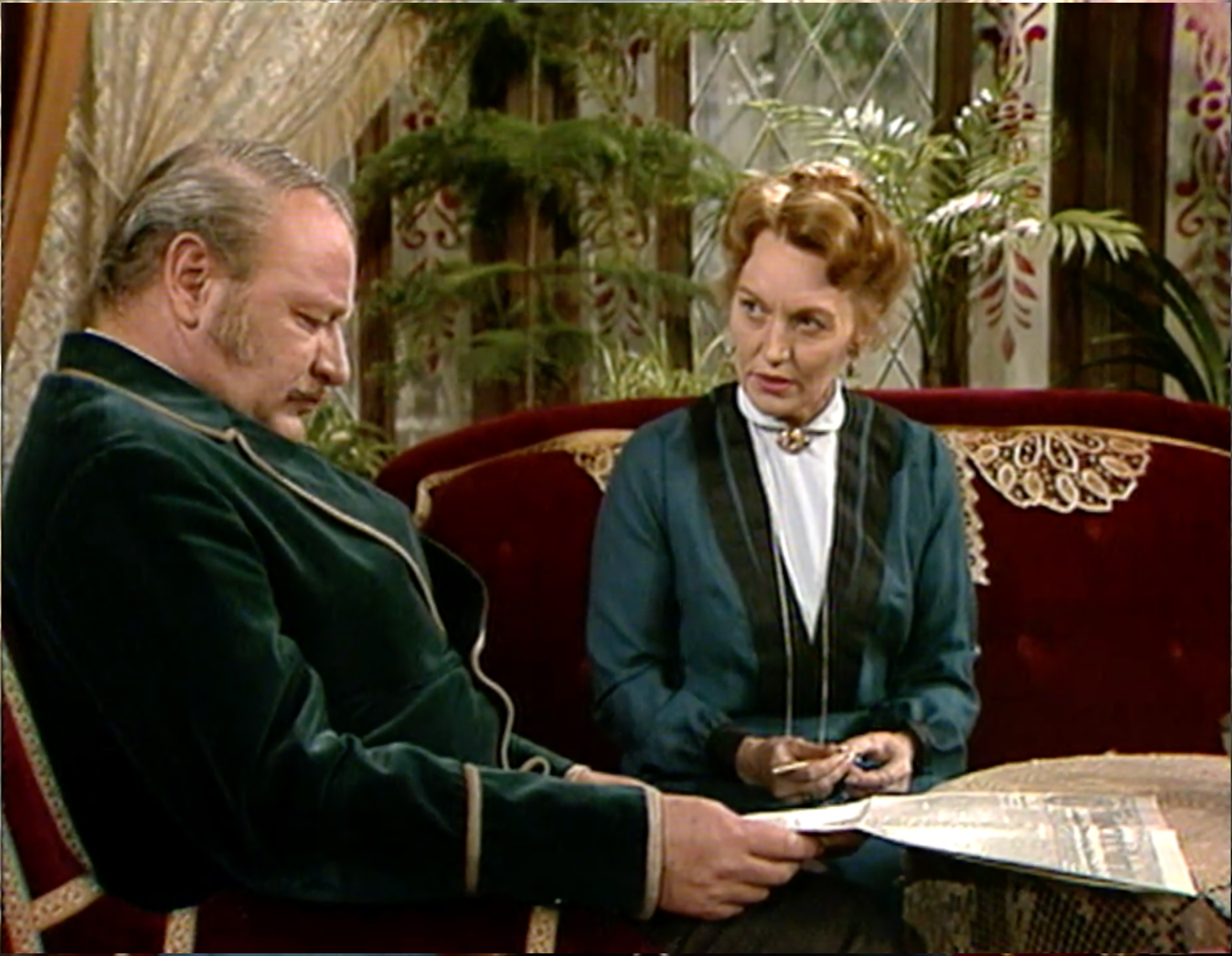
Die kleine Welt im Komödienstadl mit Gustl Bayrhammer und Marianne Lindner

Die kleine Welt ist ein deutsches Volksstück von Franz Gischel aus dem Jahr 1940. Es wurde mehrmals an verschiedenen Bühnen gespielt und 1951 vom BR als Hörspiel produziert sowie 1973 erstmals für das Fernsehen aufgezeichnet und ausgestrahlt.

## Handlung
München, 1910. 
Im Haus des verwitweten Bäckermeisters Alois Weinzierl am Platzl herrscht geschäftiges Treiben: Zwei Töchter im heiratsfähigen Alter, eine gestrenge Schwester, ein neugieriger Lehrbub – und Kundschaft für die reschesten Brezn der Stadt. Doch am Tag seines fünfzigsten Geburtstags gerät Weinzierls geordnetes Leben ins Wanken: Ein kleiner Skandal bedroht seinen Ruf, und was als Feier beginnt, wird zur Bewährungsprobe für Ehre, Ansehen und Familienfrieden. 
Während Alois und seine Schwester Amalie um Fassung und Kontrolle ringen, verfolgt die jüngste Tochter Gusti eigene Pläne. Sie will mehr als eine standesgemäße Partie – sie will ihre Freiheit leben. Zwischen Erwartung und Eigensinn, Konvention und Aufbruch entfaltet sich das stille Aufbegehren einer jungen Frau gegen die Grenzen ihrer kleinen Welt. 
„Die kleine Welt“ ist ein Münchner Volksstück voller Witz, Wärme und Widersprüchlichkeit – über Menschen, die lieben, scheitern, hoffen und lernen müssen, dass das Herz manchmal mehr gilt als der Stand. 

## Theater
Die kleine Welt wurde 1940 im Bauerntheater Oberstdorf uraufgeführt und seitdem auf zahlreichen Bühnen im gesamten deutschsprachigen Raum gespielt. Zuletzt im Oktober 2023 von der  Laienbühne Freising unter der Regie von Wolfgang Schnetz.

## Ausstrahlungen

### Im Fernsehen
Das Stück wurde mehrmals ausgestrahlt:
- Der Komödienstadel. Erstausstrahlung: 1973, BR, Regie: Olf Fischer[2][3]
  - Alois Weinzierl, Bäckermeister: Gustl Bayrhammer
  - Klara, seine Tochter: Katharina de Bruyn
  - Gusti, seine Tochter: Simone Rethel
  - Amalie, seine Schwester: Marianne Lindner
  - Max, Lehrling: Claus Grießer
  - Dr. Hugo Fink, königlicher Hofbeamter: Johannes Großmann
  - Josef Hakl, Polizei-Oberwachtmeister: Georg Hartl
  - Ludwig Wagenbauer, Schenkkellner: Maxl Graf
  - Xaver Rembold, Schweinemetzger: Karl Tischlinger
  - Julia Schiebl, Witwe: Ruth Kappelsberger
  - Dr. Stumm, Justizrat: Fritz Strassner

- Chiemgauer Volkstheater. Erstausstrahlung: 1993, BR, Regie: Bernd Helfrich, Fernsehregie: Karl-Heinz Fischer. Aufzeichnung: 1993 in der Wolfseehalle Fischbachau.[4][5]
  - Alois Weinzierl, Bäckermeister: Bernd Helfrich
  - Klara Weinzierl, seine Tochter: Sabine Oberhorner
  - Gusti Weinzierl, seine Tochter: Eleonore Daniel
  - Amalie, seine Schwester: Kathi Leitner
  - Maxl, Lehrling: Christian Kress
  - Hugo Fink, Hofbeamter: Rupert Pointvogel
  - Josef Hackl, Polizeioberwachtmeister: Werner Zeussel
  - Ludwig Wagenbauer, Schenkkellner: Markus Neumaier
  - Julia Schiebl: Mona Freiberg
  - Dr. Stumm: Rolf Kuhsiek
  - Xaver Rembold, Schweinemetzger: Hans Stadlbauer

### Im Radio
- 1951: Bayerischer Rundfunk. Regie: Peter Glas. Erstausstrahlung: 26. September 1951.[6] Mitwirkende Sprecher:
  - Ilse Fitz
  - Gusti Kreissl
  - Elfie Pertramer
  - Minna Späth
  - Alois Maria Giani
  - Paul Kürzinger
  - Michl Lang
  - Albert Spenger
  - Fritz Strassner
  - Peter Winter
  - Wastl Witt

- 1972: Bayerischer Rundfunk. Regie: Olf Fischer. Erstausstrahlung: 14. Oktober 1972.[7] Mitwirkende Sprecher:
  - Fritz Straßner
  - Katharina de Bruyn
  - Veronika Faber
  - Erni Singerl
  - Werner Zeusel
  - Jürgen Scheller
  - Peter Steiner
  - Maxl Graf
  - Ruth Kappelsberger
  - Alexander Golling
  - Karl Tischlinger